# Dodington (Gloucestershire)
Dodington – wieś w Anglii, w hrabstwie ceremonialnym Gloucestershire, w dystrykcie (unitary authority) South Gloucestershire. Leży 17 km na północny wschód od miasta Bristol i 155 km na zachód od Londynu.